# Hyla gratiosa
Hyla gratiosa là một loài ếch trong họ Nhái bén. Loài này dài 5 đến 7 cm và có thể thay đổi màu sắc, nhưng dễ dàng nhận ra do các mảng đen đặc trưng tròn trên lưng của nó. Chúng có thể sáng hoặc xỉn màu xanh lá cây, nâu, vàng nhạt, hoặc màu xám. Nó có được ngón chân nổi bật tròn và con đực có một túi âm lớn. Nó là loài có nguồn gốc ở Hoa Kỳ, nơi nó được tìm thấy từ Virginia tới miền Nam Florida và miền đông Louisiana, thường là ở các khu vực ven biển. Loài ếch này được biết đến với tiếng kêu lớn. Chúng ở trong hang trong cát, đặc biệt là khi nhiệt độ nóng. Nó cũng dành thời gian cao trên cây, đặc biệt là vào ban ngày khi nó ít hoạt động hơn. Nó sống trong bể hoặc ao cạn từ tháng 3thng 8. Ếch cái chọn ếch đực giao phối dựa trên tiếng kêu. Nòng nọc có thể có chiều dài gần 5 cm (2,0 in).